# ذراع شمر (ردفان)

تعديل مصدري - تعديل

ذراع شمر هي إحدى قرى عزلة الحبيلين بمديرية ردفان التابعة لمحافظة لحج، بلغ تعداد سكانها 25 نسمة حسب تعداد اليمن لعام 2004.